# Federico Savelli

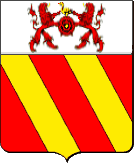
Stemma famiglia Savelli

Federico Savelli, Signore di Poggio, appartenente alla casata dei principi di Albano (1583 – Roma, 19 dicembre 1649), è stato un generale italiano, nonché uno dei comandanti dell'esercito del Sacro Romano Impero durante la guerra dei trent'anni, con un ruolo particolare nella cosiddetta "fase svedese".

## Biografia
Nato da una famiglia aristocratica romana (il padre era Bernardino Savelli, signore di Palombara e la madre Lucrezia degli Anguillara), iniziò la sua carriera militare combattendo in Ungheria per l'imperatore Rodolfo II.
Nominato comandante in capo di Bologna, Ferrara e della Romagna da papa Paolo V, venne nominato luogotenente generale dello Stato Pontificio da Gregorio XV.
In seguito si trasferisce alla corte di Ferdinando II dove, allo scoppio della guerra dei Trent'anni si guadagna il favore del generale imperiale Albrecht von Wallenstein e ottiene il comando del Meclemburgo.
Dopo essere stato sconfitto a Demmin da Gustavo II Adolfo di Svezia viene rimosso dal comando e nominato ambasciatore presso il Vaticano.
Il 19 gennaio 1635 viene nominato feldmaresciallo e, dopo la salita al trono di Ferdinando III, diventa uno dei comandanti dell'esercito del Sacro Romano Impero assieme a Johann von Werth.
Sconfitto e fatto prigioniero durante la battaglia di Rheinfelden del 1638, riesce a fuggire e durante la guerra di Castro è comandante di Perugia.
Nel 1646 difese la fortezza asburgica di Orbetello contro un attacco della flotta francese.

## Albero genealogico
|                                                 |   |                     | Genitori                |  |  | Nonni |  |  | Bisnonni                              |  |  | Trisnonni                             |  |
|                                                 |   |                     |                         |  |  |       |  |  | Giacomo Savelli, signore di Palombara |  |  | Mariano Savelli, signore di Palombara |  |
|                                                 |   |                     |                         |  |  |       |  |  | Giacomo Savelli, signore di Palombara |  |  | Mariano Savelli, signore di Palombara |  |
|                                                 |   | Servanzia del Balzo |                         |  |  |       |  |  | Giacomo Savelli, signore di Palombara |  |  |                                       |  |
| Giovanni Battista Savelli, signore di Palombara |   |                     |                         |  |  |       |  |  | Giacomo Savelli, signore di Palombara |  |  |                                       |  |
|                                                 |   | Camilla Farnese     | Ranuccio Farnese        |  |  |       |  |  |                                       |  |  |                                       |  |
|                                                 |   | Camilla Farnese     | Ranuccio Farnese        |  |  |       |  |  |                                       |  |  |                                       |  |
|                                                 |   | Camilla Farnese     | Ippolita Pallavicino    |  |  |       |  |  |                                       |  |  |                                       |  |
| Bernardino Savelli, I duca di Castelgandolfo    |   | Camilla Farnese     |                         |  |  |       |  |  |                                       |  |  |                                       |  |
|                                                 |   | Ermes Bentivoglio   | Giovanni II Bentivoglio |  |  |       |  |  |                                       |  |  |                                       |  |
|                                                 |   | Ermes Bentivoglio   | Giovanni II Bentivoglio |  |  |       |  |  |                                       |  |  |                                       |  |
|                                                 |   | Ermes Bentivoglio   | Ginevra Sforza          |  |  |       |  |  |                                       |  |  |                                       |  |
| Costanza Bentivoglio                            |   | Ermes Bentivoglio   |                         |  |  |       |  |  |                                       |  |  |                                       |  |
|                                                 |   | Jacopa Orsini       | Giulio Orsini           |  |  |       |  |  |                                       |  |  |                                       |  |
|                                                 |   | Jacopa Orsini       | Giulio Orsini           |  |  |       |  |  |                                       |  |  |                                       |  |
|                                                 |   | Jacopa Orsini       | Margherita Conti        |  |  |       |  |  |                                       |  |  |                                       |  |
| Federico Savelli                                |   | Jacopa Orsini       |                         |  |  |       |  |  |                                       |  |  |                                       |  |
|                                                 | … | …                   |                         |  |  |       |  |  |                                       |  |  |                                       |  |
|                                                 | … | …                   |                         |  |  |       |  |  |                                       |  |  |                                       |  |
|                                                 | … | …                   |                         |  |  |       |  |  |                                       |  |  |                                       |  |
| …                                               | … |                     |                         |  |  |       |  |  |                                       |  |  |                                       |  |
|                                                 |   | …                   | …                       |  |  |       |  |  |                                       |  |  |                                       |  |
|                                                 |   | …                   | …                       |  |  |       |  |  |                                       |  |  |                                       |  |
|                                                 |   | …                   | …                       |  |  |       |  |  |                                       |  |  |                                       |  |
| Elena Savelli di Albano                         |   | …                   |                         |  |  |       |  |  |                                       |  |  |                                       |  |
|                                                 |   | …                   | …                       |  |  |       |  |  |                                       |  |  |                                       |  |
|                                                 |   | …                   | …                       |  |  |       |  |  |                                       |  |  |                                       |  |
|                                                 |   | …                   | …                       |  |  |       |  |  |                                       |  |  |                                       |  |
| …                                               |   | …                   |                         |  |  |       |  |  |                                       |  |  |                                       |  |
|                                                 |   | …                   | …                       |  |  |       |  |  |                                       |  |  |                                       |  |
|                                                 |   | …                   | …                       |  |  |       |  |  |                                       |  |  |                                       |  |
|                                                 |   | …                   | …                       |  |  |       |  |  |                                       |  |  |                                       |  |
|                                                 |   | …                   |                         |  |  |       |  |  |                                       |  |  |                                       |  |